# Différenciation dirigée
La différenciation dirigée est une méthode de bio-ingénierie, à la jonction de la biologie développementale et de l'ingénierie tissulaire. Elle exploite le potentiel des cellules souches, en particulier les cellules souches pluripotentes - cellules souches embryonnaires et des cellules souches pluripotentes induites (iPS) - en forçant leur différenciation in vitro vers un type cellulaire spécifique ou un tissu d’intérêt .
Les cellules souches pluripotentes ont la capacité de se différencier en n’importe quel type cellulaire, comme les neurones, les cardiomyocytes ou les hépatocytes. Si on laisse les cellules souches pluripotentes se différencier spontanément in vitro, on obtient ce que l’on appelle des “corps embryoïdes” qui sont constitués de différents tissus mélangés de manière désorganisée. Une différenciation dirigée permet au contraire d’obtenir un ou plusieurs types cellulaires d’un tissu précis, permettant de modéliser ceux-ci ou d’envisager des thérapies cellulaires. Ce domaine a pu naître grâce aux avancées de la biologie développementale . Une alternative à la différenciation dirigée est la transdifférenciation.

## Cadre conceptuel
Pendant le développement embryonnaire, les cellules pluripotentes de l’embryon précoce du stade blastocyste vont progressivement se spécialiser : d’abord, au cours de la gastrulation, en l’un des trois feuillets embryonnaires ( endoderme, mésoderme ou ectoderme), puis en progéniteurs engagés dans un type de tissu (rein, cortex, pancréas, etc.) puis en cellules spécialisées responsables de la fonction ou de la structure des organes (neurone, cellules des îlots de Langerhans, etc). Ces différentes étapes sont sous le contrôle intrinsèque de facteurs de transcription, et extrinsèque de facteurs de croissance et de la matrice extra-cellulaire. Le processus de différenciation peut ainsi être modélisé par une séquence de décisions développementales depuis la cellule pluripotente jusqu’à la cellule complètement différenciée.
L’embryologie et la biologie développementale apportent les connaissances sur ces différentes étapes de différenciation, grâce aux analyses des mutations dans les animaux modèles, le traçage génétique des cellules au cours de différenciation dans l’animal, la micro-manipulation embryonnaire ou encore l’étude de l’expression génique. Cette connaissance permet ensuite de les appliquer in vitro à des cellules souches pluripotentes pour reproduire ces mécanismes de différenciation.

## Cellules de départ
La différenciation dirigée est principalement appliquée à des cellules souches pluripotentes provenant de mammifères, en particulier des cellules de souris et humaines. En effet, les cellules souches pluripotentes offrent une source illimité de cellules de départ, qui peuvent être différencié en tout type de tissu. Il est possible d’appliquer une différenciation dirigée à d’autres types cellulaires tels que les cellules souches sanguines pour produire des globules rouges ou les cellules souches mésenchymateuses pour produire du cartilage ou de l’os.

## Méthodes
Pour induire leur différenciation et la perte de la pluripotence, les cellules souches pluripotentes sont cultivées dans des conditions contrôlées, utilisant des substrats (ou matrices extracellulaires) spécifiques qui influencent l’adhésion et la différenciation cellulaire, avec un milieu de culture à la composition bien définie. Un nombre limité de facteurs de signalisation comme des facteurs de croissance ou des petites molécules sont ainsi appliqués de manière séquentielle ou combinée, avec un dosage et un temps d’exposition variable. L’état de différenciation de la cellule d’intérêt est vérifié en analysant des marqueurs spécifiques tels que l’expression de certaines protéines de surface ou de certains facteurs de transcriptions, voire des tests fonctionnels (par exemple mesurer la production d’insuline si l’on tente de différencier les cellules en îlots de Langerhans).

### Les premières méthodes
- Utilisaient des co-cultures avec des cellules stromales ou des cellules nourricières, avec des substrats de cultures spécifiques: les cellules de support et matrices fournissent des signaux environnementaux ressemblant à ceux retrouvés au cours du développement normal[7].
- Débutaient la différenciation par une formation en 3D d’agrégats cellulaires, nommée corps embryoïdes (Embryoid bodies, EBs): cet agrégat vise à mimer le développement embryonnaire précoce et d'orchestrer la différenciation cellulaire[8].

- Cultivaient les cellules en présence de sérum fœtal bovin.

### Les méthodes actuelles
- Évitent l’utilisation de cellules nourricières en raison de difficultés à les obtenir, par exemple des cellules fœtales), en raison d’un manque de maîtrise du processus et en raison de la difficulté qu’il y aurait à utiliser une telle stratégie pour produire des cellules à usage thérapeutique : les remplacer par des matrices de composition connue.
- Évitent la formation des corps embryoïdes car risque majeur de contamination par divers tissus contaminant : diriger la différenciation dès le stade de la pluripotence.
- Évitent le sérum de veau, en raison d’un grande variabilité inter-lot, d’un manque de maîtrise sur sa composition et d’une contamination des cultures par des virus bovins et des protéines bovines[9].

## Applications
La différenciation dirigée permet d’obtenir une source potentiellement illimitée et potentiellement génétiquement modifiée de cellules et de tissus. Plusieurs applications utilisent des cellules obtenues par différenciation dirigée :

### Un système modèle pour la science fondamentale
Pour la science fondamentale, notamment la biologie du développement et la biologie cellulaire, les cellules dérivées des cellules souches pluripotentes permettent l’étude de questions fondamentales in vitro, ce qui est impossible d’un point de vue éthique et technique in vivo. Les processus complexes du développement des différents organes peuvent ainsi être étudiés in vitro, tels la formation d'organoïdes de rétine, de cortex cérébral ou de rein.

### Modélisation in vitro de pathologies
Les cellules dérivées des cellules souches pluripotentes de patients peuvent être utilisées in vitro pour recréer des pathologies spécifiques. Le type cellulaire spécifique affecté dans la pathologie est la base du modèle. Par exemple, les motoneurones sont utilisées pour étudier l'amyotrophie spinale et les cardiomyocytes pour étudier les arythmies. Cela permet une meilleure compréhension de la pathogenèse, et le développement de nouveaux traitements. Les types cellulaires immatures dérivés des cellules souches pluripotentes peuvent être maturés in vitro par différentes stratégies, comme le vieillissement in vitro pour modéliser des maladies liées à l’âge in vitro. Parmi les maladies modélisées avec les cellules dérivées des cellules souches pluripotentes sont la sclérose latérale amyotrophique (SLA), la maladie d'Alzheimer, la maladie de Parkinson, le syndrome de l'X fragile, la maladie de Huntington, la trisomie 21, l'amyotrophie spinale, les dystrophies musculaire,, la mucoviscidose, le syndrome du QT long, le diabète de type 1.

### Recherche pharmaceutique et toxicologie
Les types cellulaires différenciés obtenus à partir de cellules souches pluripotentes sont évalués en pré clinique dans des modèles in vitro de maladies humaines. Les types cellulaires humains cultivés permettent une alternative aux essais pré cliniques traditionnels utilisant des animaux, des cellules humaines immortalisées ou des cultures provenant de biopsies, tous ayant leurs limitations. Obtenir les types cellulaires cliniquement pertinents, ceux impliqués dans les maladies, sont un objectif majeur en recherche. 
Des essais de médicaments sont réalisés sur des cultures cellulaires miniaturisées dans des plaques multi-puits. Pour des études de toxicologies, l’objectif est de tester des candidats médicaments sur des tissus dérivés de cellules souches pluripotentes pour en tester la toxicité, notamment hépatique ou cardiaque. La société NCardia commercialise des cardiomyocytes obtenus par différenciation dirigée pour l’industrie pharmaceutique pour tester la toxicité de nouvelles molécules. La Food and Drug Administration (FDA) évalue la fiabilité de cette approche pour la valider en pré clinique de nouveaux candidats médicaments.

### Médecine régénérative et immunothérapie
La source potentiellement illimitée de cellules et de tissus peut trouver une application directe en thérapie cellulaires. Les applications potentielles concernent tous les organes, via l'ingénierie tissulaire, pour une transplantation en situation aiguë ou une chirurgie reconstructrice. Le matériel source peut être des cellules saines d’un autre donneur (cellules allogéniques), ou des cellules génétiquement corrigées du même patient (autologue). Aucune application clinique issue d’une différenciation dirigée de cellules souches n’a encore été validée à ce jour. Mais de nombreux essais cliniques testent ce type de possibilité.  Le premier essai clinique utilisant des cellules dérivées de cellules souches embryonnaires humaines a débuté en 2009 pour le traitement des lésions de la moelle épinière.Un essai utilisant des cellules souches embryonnaires pour le traitement de l’infarctus du myocarde a été réalisé à l’hôpital Pompidou en France. Le premier essai clinique utilisant des iPS humaines a débuté au Japon en 2014 dans le cadre du traitement de pathologies chroniques de la rétine.
Des inquiétudes concernant la sécurité des patients ont été soulevées à cause de la possibilité de contamination des cellules injectées par des cellules indifférenciées pluripotentes, mais à ce jour aucun des essais cliniques réalisé n’a rapporté ce potentiel effet secondaire. Les résultats les plus prometteurs ont été rapportés dans le cadre du traitement de la dégénérescence maculaire liée à l'âge et de la maladie de Parkinson mais sur des séries de patient extrêmement limitées (2 et 1 patients respectivement) qui ne permettent pas encore de confirmer définitivement l’utilité de cette approche à plus grande échelle.

### Limites
Les principales limites de l’utilisation de la différenciation dirigée sont la nature exacte des cellules obtenues. En particulier, les cellules souches pluripotentes induisent souvent des tissus immatures, comme la production de globules souches exprimant de l’hémoglobine embryonnaire ou fœtaleou de cellules du foie exprimant des enzymes fœtales. Une autre limite, spécifique à l’utilisation en médecine régénérative est de trouver la bonne stratégie d’administration des cellules obtenues pour réparer le défaut observé (myocarde après infarctus, rétine dégénérée, etc.). Pour la réparation de la rétine, un consensus semble émerger sur l’utilisation d’un feuillet de rétine construit in vitro. En revanche, pour le cœur, la bonne stratégie n’est pas encore identifiée.